# 4086 Podalirius
4086 Podalirius è un asteroide troiano di Giove del campo greco del diametro medio di circa 86,89 km. Scoperto nel 1985, presenta un'orbita caratterizzata da un semiasse maggiore pari a 5,2588671 UA e da un'eccentricità di 0,1203743, inclinata di 21,69807° rispetto all'eclittica.
L'asteroide è dedicato a Podalirio, medico delle truppe greche.